# August Rühl

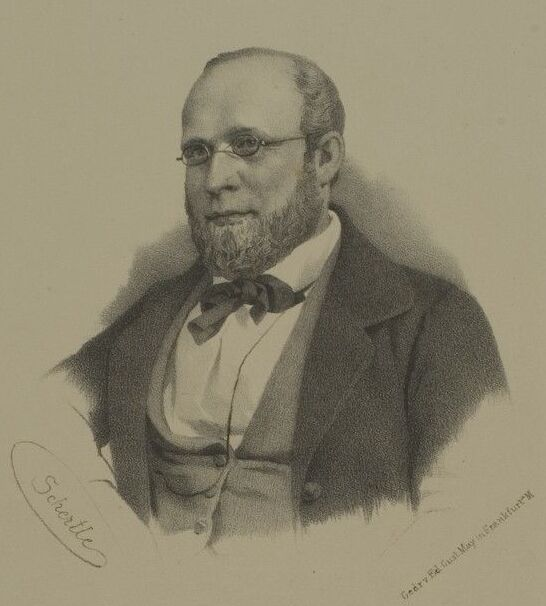
August Rühl, Lithografie von Valentin Schertle

Johann Adam August Rühl (* 19. Februar 1815 in Hanau; † 20. Juli 1850 in Arolsen) war ein deutscher Politiker im Kurfürstentum Hessen.

## Leben
Rühl war Sohn des Kantors und Realschullehrers Friedrich Wilhelm Rühl und seiner Frau Maria Petronelle geb. Lappig.
Rühl studierte 1832–1837 an der Universität Jena, der Philipps-Universität Marburg und der Ruprecht-Karls-Universität Heidelberg Rechtswissenschaft. 1832 wurde er Mitglied der Alten Marburger Burschenschaft. Er war Mitglied der Marburger Corps Hanovia, Teutonia und Marcomannia und des Corps Guestphalia Heidelberg. Bei Markomannia war er Konaktiver von Friedrich Stegmann und Hermann Wolff von Gudenberg. Anschließend leistete er den Vorbereitungsdienst am Landgericht Hanau ab. Schon damals kritisierte er, dass in der Verwaltung nicht die Befähigung zähle, sondern die politische Willfährigkeit. Er wechselte daraufhin 1838 zunächst als kaufmännischer Angestellter und später als Teilhaber der Tabak verarbeitenden Fabrik von Pedro Jung in Hanau. 1843 machte er sich in derselben Branche selbständig. Mit 35 Jahren kam er durch einen Reitunfall ums Leben.
Verheiratet war Rühl mit Janni Josephine Georgine Natalie geb. Weigel. Aus dieser Ehe ging unter anderem Franz Rühl (* 26. Oktober 1845 in Hanau; † 3. Juli 1915 in Jena) hervor, Professor für alte Geschichte an der Albertus-Universität Königsberg. Der Geograph Alfred Rühl war sein Enkel.

## Politik
In den 1840ern begann er, sich im liberalen Sinn politisch zu engagieren, besonders für den Deutschkatholizismus. Im Rahmen der Märzrevolution in Hanau wurde auf seine Anregung eine „Volkskommission“ gebildet, die de facto die Regierungsgewalt übernahm. Er gehörte im Februar 1848 zu den Verfassern einer Petition der Hanauer Bürger an Kurfürst Friedrich Wilhelm. In der Petition wurden Forderungen nach Pressefreiheit, der Entlassung des konservativen Ministeriums, Amnestie der politischen Gefangenen und weiteren politische Veränderungen erhoben. Diese Forderungen wurden seitens des Kurfürsten zunächst abgelehnt. Die Hanauer Bürger wählten daraufhin einen Ausschuss, dem auch Rühl angehörte, die die gleichen Forderungen – nun als ultimative Aufforderung zu politischen Veränderungen formuliert – im Hanauer Ultimatum vom 9. März 1848 dem Kurfürsten in Kassel überreichte, der daraufhin dem revolutionären Druck nachgab. Diese Vorgänge führten auch dazu, dass der Kurfürst eine liberale Märzregierung zugestehen musste. Der Hanauer Oberbürgermeister Bernhard Eberhard, ebenfalls Mitglied der Volkskommission und Unterzeichner des Ultimatums, wurde mit der Regierungsbildung beauftragt und zugleich zum Innenminister der kurhessischen Märzregierung berufen. Er starb bei einem Reitunfall nach einem Kuraufenthalt auf der Rückreise von Bad Arolsen.
Rühl wurde noch im März 1848 mit überwältigender Mehrheit zum Nachfolger Eberhards als Oberbürgermeister Hanaus gewählt. Auch bei der Wahl zur Frankfurter Nationalversammlung erhielt er eine solche Mehrheit (9.877 von 11.605 Stimmen) im Wahlkreis Hanau. Nach der Teilnahme am Vorparlament gehörte er darüber hinaus vom 18. Mai 1848 bis zum Ende des Rumpfparlaments am 18. Juni 1849 der Volksvertretung an, wo er zunächst zur Fraktion Deutscher Hof unter Führung Robert Blums, dann zur radikalen Fraktion Donnersberg unter Arnold Ruge und später zum Centralmärzverein gehörte. Im Rumpfparlament war er Mitglied im Fünfzigerausschuss zur Durchsetzung der Paulskirchenverfassung. Er stimmte sowohl gegen ein preußisches Erbkaisertum als auch gegen Erzherzog Johann als Reichsverweser. Nach dem Ende der Revolution wurden ihm sowohl im Erfurter Unionsparlament als auch in der Kurhessischen Ständeversammlung Mandate angeboten. Er lehnte sie aber ab und konzentrierte sich auf seine Aufgabe als Oberbürgermeister von Hanau. 1849 wurde Rühl Mitglied im Verein zur Stützung und Hebung der demokratischen Presse. 1850 nahm er an einer Versammlung demokratischer Politiker in der Schweiz teil.